# Filippo Lanza
Filippo Lanza (Zevio, 3 marzo 1991) è un pallavolista italiano, schiacciatore del Cisterna.

## Carriera

### Club
La carriera di Filippo Lanza inizia nel 2004, nelle giovanili della Trentino: nella stagione 2008-09 viene aggregato alla squadra che disputa il campionato di Serie B1. Nell'annata 2009-10 entra a far parte della squadra federale del Club Italia, in Serie B1: con lo stesso club, nella stagione successiva, disputa la Serie A2. Per il campionato 2011-12 ritorna alla squadra di Trento, in Serie A1, dove resta per sette annate, conquistando due campionati mondiali per club, due Supercoppe italiane, due Coppe Italia e due scudetti.
Nella stagione 2018-19 viene ingaggiato dalla Sir Safety Perugia, con cui vince la Coppa Italia 2018-19 e la Supercoppa italiana 2019. All'inizio della stagione 2020-21 rescinde il contratto con il club perugino e si accasa al Milano , sempre in Superlega: terminati gli impegni con la squadra lombarda, conclude l'annata allo Chaumont, militante nella Ligue A francese.
Per la stagione 2021-22 firma per i cinesi dello Shanghai, ma in attesa dell'inizio della competizione nel Paese asiatico si accorda a campionato italiano in corso con la Top Volley Latina con cui disputa alcune partite della Superlega 2021-22 nel novembre 2021.
Trasferitosi a Shanghai nel mese successivo, resta tuttavia inattivo per l'intero periodo di permanenza in Cina a causa dei continui posticipi della data di inizio della Chinese Volleyball Super League dettati dalle limitazioni connesse alla gestione del COVID-19; nell'annata seguente rientra quindi in Europa, più precisamente in Polonia, dove disputa la Polska Liga Siatkówki con la maglia dello Skra Bełchatów.
Nel campionato 2023-24 torna di scena in Superlega, indossando la casacca della Prisma Taranto e poi, nell'annata 2025-26, quella del Cisterna.

### Nazionale
Nel biennio dal 2008 al 2009 viene convocato nella nazionale italiana under 19, con cui conquista la medaglia d'oro al Torneo 8 Nazioni 2008, venendo premiato come MVP. Nel 2010 è nella selezione under 20, mentre l'anno successivo è in quella under 21.
Nel 2012 ottiene le prime convocazioni nella nazionale maggiore: nel 2013 vince la medaglia d'oro ai XVII Giochi del Mediterraneo di Mersin, il bronzo alla World League, l'argento al campionato europeo e il bronzo alla Grand Champions Cup maschile 2013, dov'è premiato come miglior schiacciatore. Nel 2014 si aggiudica nuovamente il bronzo alla World League, mentre l'anno successivo conquista il bronzo al campionato europeo e l'argento alla Coppa del Mondo.
Durante i Giochi della XXXI Olimpiade di Rio de Janeiro, nel 2016, ottiene la medaglia d'argento: dello stesso metallo è la medaglia che conquista l'anno seguente alla Grand Champions Cup. Nel 2021, a seguito dell'esclusione dai convocati per i Giochi della XXXII Olimpiade, annuncia il suo ritiro dalla nazionale.

## Palmarès

### Club
- Campionato italiano: 2

2012-13, 2014-15
- Coppa Italia: 3

2011-12, 2012-13, 2018-19
- Supercoppa italiana: 3

2011, 2013, 2019
- Campionato mondiale per club: 2

2011, 2012

### Nazionale (competizioni minori)
- Torneo 8 Nazioni under 19 2008
- Giochi del Mediterraneo 2013

### Premi individuali
- 2008 - Torneo 8 Nazioni under 19: MVP
- 2013 - Grand Champions Cup: Miglior schiacciatore